# Émile Bevernage
Émile Bevernage (né le 6 février 1915 à Roost-Warendin et mort le 23 novembre 1988 à Agen), fraiseur de son état, est, pendant l'occupation nazie, un résistant communiste français, déporté au camp de concentration de Mauthausen.

## Biographie
Ami de Marcel Cretagne, son voisin à Issy-les-Moulineaux, qui le guide vers le Parti communiste, Émile Bevernage fait partie du premier noyau constitué en 1941 de ce qui allait devenir le « détachement Valmy », groupe d'action sous la direction du Parti communiste visant notamment à exécuter les « traîtres », anciens cadres ralliés à la politique de collaboration.
Le 4 septembre 1941, Bevernage participe, en soutien de Marcel Cretagne, à l'exécution de Marcel Gitton, secrétaire général du Parti ouvrier et paysan français (POPF) qu'il avait fondé. Quelques semaines plus tard, il échoue dans sa tentative, où il est chargé de tirer, pour éliminer Fernand Soupé, ex-maire communiste de Montreuil devenu membre du Parti populaire français (PPF) collaborationniste.
Après avoir aussi failli à l'exécution d'Élie Ventura, qui devait se dérouler en même temps que celle de Georges Déziré, Bevernage est accusé par d'autres membres du détachement Valmy, notamment Marcel Cretagne et André Jacquot, d'être un « lâche ». Craignant pour sa vie, il déserte le détachement et se réfugie à Angers. 
Découvert par la police, il est arrêté en novembre 1942 et déporté sous le sigle Nuit et brouillard et interné au camp de Mauthausen le 27 mars 1943 sous le matricule 47 509. Au sein du complexe concentrationnaire, il est affecté à Gusen le 28 avril 1943 (sous le matricule 14998), puis à Wiener Neustadt le 29 juillet 1944 et enfin au Camp central le 28 avril 1945.
Libéré le 5 mai 1945 et rapatrié en France le 19 mai 1945, il reprend sa carte du PCF, mais est exclu du parti, comme la plupart des membres de son groupe, en 1947.
Il meurt en 1989 à Agen.

### Archives
- Émile Bevernage au Bureau Résistance du Service historique de la Défense à Vincennes[10] et au Bureau des archives des victimes des conflits contemporains à Caen